# Militärkuppen i Niger 2010
Militärkuppen i Niger inträffade den 18 februari 2010 och resulterade i att presidenten Mamadou Tandja avsattes.
Upprinnelsen till kuppen var missnöjde med att Tandja manövrerat för att i strid med konstitutionen skaffa sig en tredje mandatperiod som president. Protesterna mot presidenten fick honom att under sommaren 2009 upplösa parlamentet och avskeda ministären, för att därefter styra som envåldshärskare. Omvärlden bröt de diplomatiska förbindelserna med Niger, som var politiskt helt isolerat under ett halvt år.
Efter militärkuppen den 18 februari 2010 utsågs Salou Djibo till ledare för militärjuntan. Mamadou Tandja och hans närmaste medarbetare sattes i arrest i huvudstaden.
I april 2011, omkring ett år efter att president Tandja avsatts, hölls ett nytt parlaments- och presidentval där Mahamadou Issoufou valdes till president.